# Edgmer Escalona
Pour les articles homonymes, voir Escalona (homonymie).
Edgmer Eduarado Escalona (né le 6 octobre 1986 à La Guaira, La Guaira, Venezuela) est un lanceur droitier de baseball.
Il évolue comme relève pour les Rockies du Colorado de la Ligue majeure de baseball de 2010 à 2013.

## Carrière
Edgmer Escalona signe son premier contrat professionnel avec les Rockies du Colorado en 2004. Il atteint les majeures en 2010, jouant avec les Rockies sa première partie le 10 septembre et n'accordant aucun point en une manche de travail face aux Diamondbacks de l'Arizona. Il n'accorde qu'un point mérité en 5 sorties en relève en fin de saison, pour une moyenne de points mérités de 1,50.
Rappelé des ligues mineures pour 14 parties en 2011, il ne donne que 5 points pour une moyenne de points mérités de 1,75 en 25 manches et deux tiers lancées chez les Rockies. Il apparaît dans 78 matchs des Rockies de 2010 à 2013 et maintient une moyenne de points mérités de 4,50 en 100 manches lancées. Il remporte une victoire contre 5 défaites.
Il partage la saison 2014, jouée uniquement en ligues mineures, entre des clubs affiliés aux Orioles de Baltimore et aux Yankees de New York. 